# Qalhat

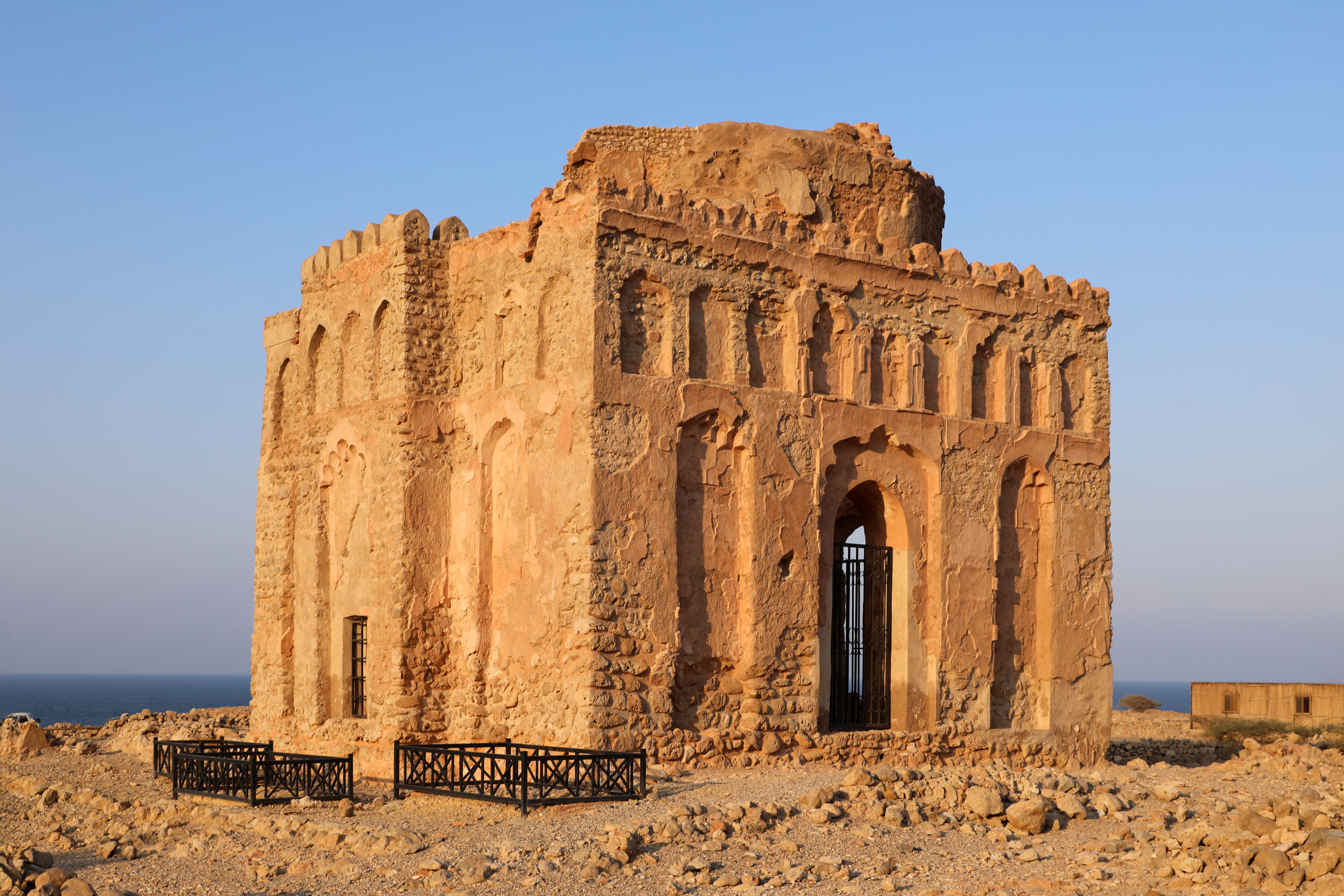
Bibi Maryams mausoleum

Den forntida staden Qalhat, ligger drygt 20 km norr om Sur, i provinsen Janub ash-Sharqiyya, eller Södra östprovinsen, i nordvästra Oman.

## Beskrivning
Mycket lite finns kvar av den forntida staden förutom det nu kupollösa Bibi Maryams mausoleum. Staden fungerade som ett viktigt stop i det omfattande handelsnätverket i Indiska oceanen och  utgjorde kungariket Ormus näst största stad. Det gamla stadsområdet är cirka 24 hektar och kring denna låg en befäst mur med hus och affärslokaler. Artefakter ända från Persien och Kina har hittats i området.

## Världsarvsstatus
Den 4 juli 1988 sattes Qalhat upp på Omans tentativa världsarvslista.